# Phasenanpassung
Die Phasenanpassung (englisch phase matching) ist in der Physik ein wichtiges Kriterium für die Phasen der Lichtwellen bei vielen Effekten der nichtlinearen Optik, z. B. der Frequenzverdopplung und der Summenfrequenzerzeugung. Bei diesen Prozessen werden ein oder mehrere Lichtwellen (aufgrund der erforderlichen hohen Lichtintensität meist Laser) durch ein Ausbreitungsmedium mit nichtlinearer Suszeptibilität geschickt, um ein oder mehrere neue Lichtstrahlen mit anderer Frequenz zu erzeugen. Damit dies gelingen kann, müssen die beteiligten Wellen „in Phase“ sein, also eine feste Beziehung zwischen den Wellenbergen und -tälern aufweisen, damit sich keine destruktive Interferenz ergibt, was zur Auslöschung der Wellen und somit zur Unterdrückung der Effekte führen würde.
Für die Wellenvektoren der Lichtwellen muss somit die Beziehung
{\displaystyle {\vec {k}}_{3}\approx {\vec {k}}_{1}+{\vec {k}}_{2}}
gelten, wobei {\displaystyle {\vec {k}}_{3}} der Wellenvektor des erzeugten Lichtes ist und {\displaystyle {\vec {k}}_{1,2}} die des ursprünglichen Lichtes. Die nichtlinearen Effekte treten auch bei ungefährer Erfüllung der Gleichung auf. Die Intensität des erzeugten Lichtes wird bei Gleichheit maximal. Aufgrund von Dispersion haben jedoch alle diese Wellen einen unterschiedlichen Brechungsindex. Das führt dazu, dass die Lichtwellen im Medium zwangsläufig „außer Phase“ laufen, sich im Mittel also die Wellen destruktiv überlagern. Für die Phasenanpassung ist somit zusätzlich die Bedingung
{\displaystyle n(\omega _{1})=n(\omega _{2})}
notwendig, wobei der Brechungsindex {\displaystyle n} eine Funktion der Kreisfrequenzen {\displaystyle \omega _{1,2}} der einlaufenden Lichtwellen ist. Dies lässt sich praktisch nur durch doppelbrechende Materialien erreichen. Meist werden Beta-Bariumborat oder Kaliumdihydrogenphosphat verwendet, da diese sowohl eine geeignete Suszeptibilität aufweisen als auch doppelbrechend sind. Um Phasenanpassung zu erreichen, müssen die Kristalle entsprechend ihrer optischen Achse ausgerichtet werden, damit die Lichtstrahlen im sogenannten Phasenanpassungswinkel (engl. phase matching angle) zueinander stehen. Dieser Winkel muss für jeden Kristall und jeden nichtlinearen Effekt gesondert geometrisch bestimmt werden.
Beide Bedingungen, die Beziehung der Wellenvektoren und die der Brechungsindizes, werden als Phasenanpassungsbedingungen (engl. phase matching condition) bezeichnet.
Einen Sonderfall stellt die Quasiphasenanpassung (engl. quasi phase matching) in periodisch gepolten Kristallen (z. B. Lithiumniobat) dar. Da die Beziehung {\displaystyle {\vec {k}}_{3}\approx {\vec {k}}_{1}+{\vec {k}}_{2}} hier nicht erfüllt ist, de-synchronisierens sich im Gegensatz zur Phasenanpassung durch Doppelbrechung, die Lichtwellen gesehen über die Kohärenzlänge. Durch die periodische Änderung der Kristallorientierung wird jedoch verhindert, dass destruktive Interferenz einsetzt, da sich die Phase der neu erzeugten Lichtwellen mit der Kristallorientierung umkehrt. Somit ist ein konstruktives Aufsummieren auch über lange Propagationsstrecken möglich. Der Effekt der periodischen Polung führt zu einer Modifizierung der Phasenanpassungsbedingung unter Berücksichtigung der Polungsperiodizität Λ
{\displaystyle {\vec {k}}_{3}={\vec {k}}_{1}+{\vec {k}}_{2}-{\frac {\pi }{\Lambda }}m},
wobei {\displaystyle m=1,3,5,\dots } die Ordnung angibt. Für Phasenanpassung höherer Ordnung {\displaystyle (m>1)} kommt es zwischenzeitlich zu destruktiver Interferenz und damit niedrigerer Konversionseffizienz, weshalb dieser Fall selten Anwendung findet. Generell ermöglicht Quasiphasenanpassung das Nutzen von Kristallen mit hohen nichtlinearen Koeffizienten ohne Beschränkung auf doppelbrechende Eigenschaften.

## Weiterführendes
- Phase Matching in der Encyclopedia of Laser Physics and Technology (englisch)
- Robert W. Boyd: Nonlinear Optics. 3. Auflage. Academic Press, New York 2008, ISBN 978-0-12-369470-6.